# Rudolf Heidenblut
Rudolf Heidenblut (* 10. August 1934 in Essen; † 23. Mai 2023) war ein deutscher Politiker (CDU).

## Leben und Beruf
Nach dem Besuch der Volksschule, der Oberschule und der Mittleren Reife folge 1952 eine bergmännische Lehre mit einer Knappenprüfung 1955. Das Examen an der Berg- und Hüttenschule Clausthal legte er 1959 ab. 
Von 1959 bis 1963 war er als Bergingenieur in Damme/Oldenburg tätig. Seit 1963 war er als Bauingenieur in Lensahn/Ostholstein, in Emmelshausen und beim Straßenbauamt in Bad Kreuznach beschäftigt. Im Jahr 1983 wurde er Leiter der Baubüros Oberwesel bzw. Rheinböllen.

## Partei
Heidenblut schloss sich 1956 der CDU an. Er war u. a. Vorsitzender des JU-Kreisverbands St. Goar bzw. Rhein-Hunsrück und stellvertretender CDU-Vorsitzender im Kreisverband Rhein-Hunsrück.

## Abgeordneter
Heidenblut war vom 17. Dezember 1976 bis 17. Dezember 1979 Mitglied des Rheinland-Pfälzischen Landtages. Dort gehörte er dem Rechtsausschuss an.
Er war 1979 Mitglied der 7. Bundesversammlung.

## Ehrungen
- Freiherr-vom-Stein-Plakette
- Ehrenschild des Rhein-Hunsrück-Kreises
- Goldene Verdienstmedaille des Landessportbunds Rheinland-Pfalz

## Sonstige Mitgliedschaften
Er war bis 1963 Mitglied in der IG Bergbau und Energie, bis 1977 in der DAG und von 1977 bis 1978 in der ÖTV.